# Enrico Caetani, XII duca di Sermoneta
Enrico Caetani, XII duca di Sermoneta, III principe di Teano (Roma, 11 marzo 1780 – Roma, 21 ottobre 1850), è stato un nobile italiano.

## Biografia
Enrico Caetani nacque a Roma l'11 marzo 1780, sestogenito di Francesco Caetani, XI duca di Sermoneta, ma secondo dei figli sopravvissuti del medesimo e primo figlio avuto da questi con la sua seconda moglie, Anna Maria Meucci, sposata morganaticamente. La sua condizione di ultrogenito lo pose lontano dalla successione ai beni paterni, ma la morte prematura del fratello maggiore Filippo nel 1807, al quale erano premorti tra l'altro tutti e quattro i figli da lui avuti, pose Enrico al centro della questione della successione della sua casata. Alla morte del padre nel 1810, infatti, venne chiamato a succedergli come duca di Sermoneta nello Stato della Chiesa e principe di Teano nel Regno di Napoli.
Racconta la nuora Harriet Ellis di come Enrico manifestasse sin dalla gioventù un pessimo carattere: "molto viziato, aveva un carattere violento, e gli si permetteva di fare, in tutto e per tutto, la sua volontà".
Nell'estate del 1799, suo padre ospitò nella loro residenza presso la basilica di Santa Maria Maggiore, Teresa, la figlia del cavalier Gian Gherardo de' Rossi alla quale, per rimettersi dalla malattia che l'aveva fiaccata, venne chiesto possibilmente di respirare aria salubre. Durante questa permanenza, Enrico si innamorò perdutamente della ragazza e, contro il parere del genitore la sposò l'anno successivo. Il matrimonio non fu felice e i due coniugi vissero tra continui litigi sino alla morte del duca Francesco quando, addirittura, la duchessa Teresa decise di occupare un diverso appartamento all'interno di palazzo Caetani, cambiandone la serratura perché il marito non potesse entrarvi. Malgrado queste tensioni dal matrimonio nacquero ben sei figli. A partire da quello stesso anno, iniziò ad interessarsi di politica, o meglio a subirla dal momento che prese residenza presso palazzo Caetani il generale francese de Miollis durante l'occupazione napoleonica di Roma.
Durante questi anni, ad ogni modo, Enrico fu come suo padre e suo nonno prima di lui patrono delle arti, e promosse soprattutto il pittore Antonio Raffaele Calliano, maestro di disegno di sua moglie, che aveva lavorato anche a Caserta.
Dopo la morte di Teresa nel 1842, Enrico contrasse un nuovo matrimonio il 20 novembre di quello stesso anno con Luisa Muti, anch'esso morganatico, dal quale però non nacquero eredi.
Morì a Roma il 21 ottobre 1850.

## Albero genealogico
|                                           |   |                    | Genitori                                    |  |  | Nonni |  |  | Bisnonni                                        |  |  | Trisnonni                               |  |
|                                           |   |                    |                                             |  |  |       |  |  | Gaetano Francesco Caetani, IX duca di Sermoneta |  |  | Filippo Caetani, IV principe di Caserta |  |
|                                           |   |                    |                                             |  |  |       |  |  | Gaetano Francesco Caetani, IX duca di Sermoneta |  |  | Filippo Caetani, IV principe di Caserta |  |
|                                           |   | Topazia Caetani    |                                             |  |  |       |  |  | Gaetano Francesco Caetani, IX duca di Sermoneta |  |  |                                         |  |
| Michelangelo Caetani, X duca di Sermoneta |   |                    |                                             |  |  |       |  |  | Gaetano Francesco Caetani, IX duca di Sermoneta |  |  |                                         |  |
|                                           |   | Costanza Barberini | Maffeo Barberini, II principe di Palestrina |  |  |       |  |  |                                                 |  |  |                                         |  |
|                                           |   | Costanza Barberini | Maffeo Barberini, II principe di Palestrina |  |  |       |  |  |                                                 |  |  |                                         |  |
|                                           |   | Costanza Barberini | Olimpia Giustiniani                         |  |  |       |  |  |                                                 |  |  |                                         |  |
| Francesco Caetani, XI duca di Sermoneta   |   | Costanza Barberini |                                             |  |  |       |  |  |                                                 |  |  |                                         |  |
|                                           |   | …                  | …                                           |  |  |       |  |  |                                                 |  |  |                                         |  |
|                                           |   | …                  | …                                           |  |  |       |  |  |                                                 |  |  |                                         |  |
|                                           |   | …                  | …                                           |  |  |       |  |  |                                                 |  |  |                                         |  |
| Carlotta Zongo Ondedei                    |   | …                  |                                             |  |  |       |  |  |                                                 |  |  |                                         |  |
|                                           |   | Teresa Cima        | …                                           |  |  |       |  |  |                                                 |  |  |                                         |  |
|                                           |   | Teresa Cima        | …                                           |  |  |       |  |  |                                                 |  |  |                                         |  |
|                                           |   | Teresa Cima        | …                                           |  |  |       |  |  |                                                 |  |  |                                         |  |
| Enrico Caetani, XII duca di Sermoneta     |   | Teresa Cima        |                                             |  |  |       |  |  |                                                 |  |  |                                         |  |
|                                           | … | …                  |                                             |  |  |       |  |  |                                                 |  |  |                                         |  |
|                                           | … | …                  |                                             |  |  |       |  |  |                                                 |  |  |                                         |  |
|                                           | … | …                  |                                             |  |  |       |  |  |                                                 |  |  |                                         |  |
| …                                         | … |                    |                                             |  |  |       |  |  |                                                 |  |  |                                         |  |
|                                           |   | …                  | …                                           |  |  |       |  |  |                                                 |  |  |                                         |  |
|                                           |   | …                  | …                                           |  |  |       |  |  |                                                 |  |  |                                         |  |
|                                           |   | …                  | …                                           |  |  |       |  |  |                                                 |  |  |                                         |  |
| Anna Maria Meucci                         |   | …                  |                                             |  |  |       |  |  |                                                 |  |  |                                         |  |
|                                           |   | …                  | …                                           |  |  |       |  |  |                                                 |  |  |                                         |  |
|                                           |   | …                  | …                                           |  |  |       |  |  |                                                 |  |  |                                         |  |
|                                           |   | …                  | …                                           |  |  |       |  |  |                                                 |  |  |                                         |  |
| …                                         |   | …                  |                                             |  |  |       |  |  |                                                 |  |  |                                         |  |
|                                           |   | …                  | …                                           |  |  |       |  |  |                                                 |  |  |                                         |  |
|                                           |   | …                  | …                                           |  |  |       |  |  |                                                 |  |  |                                         |  |
|                                           |   | …                  | …                                           |  |  |       |  |  |                                                 |  |  |                                         |  |
|                                           |   | …                  |                                             |  |  |       |  |  |                                                 |  |  |                                         |  |